# Mohamed Sbihi
Mohamed Sbihi, född den 27 mars 1988 i Kingston Hill i London, är en brittisk roddare.
Han tog OS-brons i åtta med styrman i samband med de olympiska roddtävlingarna 2012 i London.
Vid de olympiska roddtävlingarna 2016 i Rio de Janeiro tog han guld i fyra utan styrman.